# 伊瓦格
伊瓦格（Ibagué）是哥倫比亞的城市，也是托利馬省的首府，位於該國中西部，始建於1550年10月14日，面積1,439平方公里，海拔高度1,285米，受熱帶氣候影響，每年平均降雨量1,706毫米，2005年人口为498,401。